# Dhrovjan
Drovian (en griego: Δρόβιανη, Droviani) es una población del municipio de Finiq, condado de Vlorë, en Albania. Está situada a 18 km al este de Sarandë. En 1967 contaba con alrededor de 300 casas organizadas en dos Mahalle. La población es mayoritariamente griega.
En los campos de los alrededores se han encontrado monedas antiguas griegas, lo que podría indicar la presencia de alguna construcción antigua en el lugar.

## Personas notables
- Tasos Vidouris
- Konstantinos Stefanópulos